# Катастрофа C-47 под Мульденом
Катастрофа C-47 под Мульденом — авиационная катастрофа самолёта Douglas C-47 Skytrain компании Аэрофлот, произошедшая в воскресенье 4 марта 1945 года в районе Мульдена (Восточная Пруссия), при этом погибли 5 человек.

## Экипаж
Экипаж был из 1-го авиаполка 10-й Гвардейской авиатранспортной дивизии гражданского воздушного флота (Аэрофлот) и имел следующий состав:
- Командир корабля —  гвардии младший лейтенант Мазо Яков Исаакович
- Второй пилот — капитан Ветчинкин Иван Макарович
- Штурман — гвардии младший лейтенант Демус Николай Петрович
- Бортмеханик — гвардии младший лейтенант Плодухин Николай Александрович
- Бортрадист — гвардии сержант Траулькин Иван Васильевич

## Катастрофа
Экипаж на Douglas C-47 с бортовым номером СССР-Л915 (заводской — 13350) выполнил рейс из Ленинграда в Вормдитт, в ходе которого доставил личный состав 227-й штурмовой авиадивизии. В Вормдитте представитель данной авиадивизии пригласил экипаж на обед. Во время обеда среди прочего члены экипажа также пили алкоголь — водку и спирт, хотя им ещё предстоял обратный рейс на аэродром базирования в Инстербурге. Затем экипаж приехал на аэродром, где, согласно показаниям свидетелей, нетрезвый командир корабля Мазо начал хвастаться своим мастерством перед лётчиками штурмовой авиации. Наконец в 17:25 «Дуглас» поднялся в воздух, после чего на высоте 70 метров сделал над аэродромом полный круг, затем снизился до высоты 20—30 метров и, увеличив режим двигателей до максимального, совершил боевой разворот с выходом около 180° со снижением, и только после этого направился в Инстербург.
В Инстербурге в это время шёл сильный снегопад, при этом видимость упала до 100—150 метров. Тогда командир полка передал на борт Л915 радиограмму: «Возвращайтесь Вормдитт, в Инстербурге шторм». Однако командир корабля возвращаться не стал. Второе сообщение на борт гласило «Возвращайтесь Вормдитт, запрещаю лететь в Инстербург», но и оно не изменило намерений экипажа следовать в Инстербург. Третья радиограмма гласила: «Категорически запрещаю идти в Инстербург, идите в Вормдитт». Лишь после этого с борта Л915 доложили о возвращении в Вормдитт. Но во время полёта в Вормдитт летящий по курсу 320 °C-47 влетел в сильный снегопад, после чего, следуя на низкой высоте, он неожиданно оказался над лесом. Правая плоскость врезалась в верхушки двух елей и отделилась. Пролетев от места первого удара 740 метров, авиалайнер в 3 километрах севернее Мульдена под углом 45° упал на штабеля дров, находящихся в расположенной на поляне лесосеке, разрушился и загорелся. Через 3 дня, 7 марта разбившийся самолёт был обнаружен с воздуха. Все 5 человек на борту погибли.

## Причины
Причиной катастрофы была названа недисциплинированность экипажа, который следовал на опасно малой высоте в сильный снегопад, да ещё и в нетрезвом состоянии, при этом не выполнив два приказания возвращаться на аэродром вылета. При расследовании была вскрыта недостаточная организация лётной работы на оперативной точке, плохо проводилась воспитательная работа среди личного состава, а командиры были недостаточно требовательны к подчинённым по части беспрекословного выполнения инструкций и наставлений по летной службе. Также было установлено, что командир корабля Мазо и до этого происшествия имел случаи употребления алкоголя перед полётами.